# Federação de Futebol da Guiné-Bissau
Federação de Futebol da Guiné-Bissau (pt) (FGF) (română Federația de fotbal a Guineei Bissau) este forul ce guvernează fotbalul în Guineea-Bissau. Se ocupă de organizarea echipei naționale și a campionatului.